# Wignicourt
Wignicourt é uma comuna francesa na região administrativa de Grande Leste, no departamento das Ardenas. Estende-se por uma área de 4,49 km². Em 2010 a comuna tinha 58 habitantes (densidade: 12,9 hab./km²).